# لوردستاون (أوهايو)
لوردستاون (بالإنجليزية: Lordstown, Ohio)‏ هي بلدة تقع في الولايات المتحدة في مقاطعة ترمبول، أوهايو. يقدر عدد سكانها بـ 3,417 نسمة ومساحتها 59.93 كم2 وترتفع عن سطح البحر 290 متر.

## التركيبة السكانية
قام مكتب تعداد الولايات المتحدة بتحديد بيانات التركيبة السكانية للوردستاون في تعداد الولايات المتحدة. في ما يلي، التركيبة السكانية حسب تعدادي 2000 و2010.

### تعداد عام 2000
بلغ عدد سكان لوردستاون 3,633 نسمة بحسب تعداد عام 2000، وبلغ عدد الأسر 1,412 أسرة وعدد العائلات 1,077 عائلة مقيمة في القرية. في حين سجلت الكثافة السكانية 157.0 نسمة لكل ميل مربع (60.6/كم2). وبلغ عدد الوحدات السكنية 1,483 وحدة بمتوسط كثافة قدره 64.1 نسمة لكل ميل مربع (24.7/كم2).
وتوزع التركيب العرقي للقرية بنسبة 95.84% من البيض و 0.08% من الأمريكيين الأصليين و 0.36% من الأمريكيين ذوي الأصول الآسيوية و 2.89% من الأمريكيين الأفارقة و 0.72% من عرقين مختلطين أو أكثر.
بلغ عدد الأسر 1,412 أسرة كانت نسبة 32.2% منها لديها أطفال تحت سن الثامنة عشر تعيش معهم، وبلغت نسبة الأزواج القاطنين مع بعضهم البعض 63.7% من أصل المجموع الكلي للأسر، ونسبة 9.0% من الأسر كان لديها معيلات من الإناث دون وجود شريك، وكانت نسبة 23.7% من غير العائلات. تألفت نسبة 21.1% من أصل جميع الأسر من أفراد ونسبة 7.6% كانوا يعيش معهم شخص وحيد يبلغ من العمر 65 عاماً فما فوق. وبلغ متوسط حجم الأسرة المعيشية 2.97، أما متوسط حجم العائلات فبلغ 2.57.
بلغ العمر الوسطي للسكان 40 عاماً. وكانت نسبة 24.0% من القاطنين تحت سن الثامنة عشر، وكانت نسبة 7.1% بين الثامنة عشر والأربعة وعشرون عاماً، ونسبة 27.9% كانت واقعةً في الفئة العمرية ما بين الخامسة والعشرون حتى والأربعة وأربعون عاماً، ونسبة 30.0% كانت ما بين الخامسة والأربعون حتى الرابعة والستون، ونسبة 11.0% كانت ضمن فئة الخامسة والستون عاماً فما فوق. يوجد لكل 100 أنثى 97.7 ذكر، ويوجد لكل 100 أنثى في الثامنة عشر من عمرها فما فوق 97.8 ذكر.
بلغ متوسط دخل الأسرة في القرية 51,144 دولار، أما متوسط دخل العائلة فبلغ 55,305 دولار. وكان متوسط دخل الذكور 45,082 دولار مقابل 28,063 دولار للإناث. وسجل دخل الفرد الخاص بالقرية 22,683 دولار. وكانت نسبة 5.6% من العائلات ونسبة 4.4% من السكان تحت خط الفقر، وكان من هؤلاء نسبة 6.7% تحت سن الثامنة عشر ونسبة 6.4% في الخامسة والستين من العمر وما فوق.

### تعداد عام 2010
بلغ عدد سكان لوردستاون 3,417 نسمة بحسب تعداد عام 2010، وبلغ عدد الأسر 1,391 أسرة وعدد العائلات 1,025 عائلة مقيمة في القرية. في حين سجلت الكثافة السكانية 147.7 نسمة لكل ميل مربع (57.0/كم2). وبلغ عدد الوحدات السكنية 1,496 وحدة بمتوسط كثافة قدره 64.6 لكل ميل مربع (24.9/كم2).
وتوزع التركيب العرقي للقرية بنسبة 95.1% من البيض و 0.1% من الأمريكيين الأصليين و 0.4% من الأمريكيين ذوي الأصول الآسيوية و 3.2% من الأمريكيين الأفارقة و 1.1% من عرقين مختلطين أو أكثر.
بلغ عدد الأسر 1,391 أسرة كانت نسبة 29.5% منها لديها أطفال تحت سن الثامنة عشر تعيش معهم، وبلغت نسبة الأزواج القاطنين مع بعضهم البعض 58.0% من أصل المجموع الكلي للأسر، ونسبة 10.2% من الأسر كان لديها معيلات من الإناث دون وجود شريك، بينما كانت نسبة 5.5% من الأسر لديها معيلون من الذكور دون وجود شريكة وكانت نسبة 26.3% من غير العائلات. تألفت نسبة 22.1% من أصل جميع الأسر من أفراد ونسبة 9.9% كانوا يعيش معهم شخص وحيد يبلغ من العمر 65 عاماً فما فوق. وبلغ متوسط حجم الأسرة المعيشية 2.86، أما متوسط حجم العائلات فبلغ 2.46.
بلغ العمر الوسطي للسكان 45 عاماً. وكانت نسبة 21.1% من القاطنين تحت سن الثامنة عشر، وكانت نسبة 6.3% بين الثامنة عشر والأربعة وعشرون عاماً، ونسبة 22.7% كانت واقعةً في الفئة العمرية ما بين الخامسة والعشرون حتى والأربعة وأربعون عاماً، ونسبة 32.7% كانت ما بين الخامسة والأربعون حتى الرابعة والستون، ونسبة 17.2% كانت ضمن فئة الخامسة والستون عاماً فما فوق. وتوزع التركيب الجنسي للسكان بنسبة 48.6% ذكور و51.4% إناث.